# Gruczoł potowy
Gruczoły potowe (łac. glandulae sudoriferae) – gruczoły cewkowate ssaków. Uchodzą wprost na powierzchni ciała lub do mieszka włosowego. Ich wydzieliną jest pot, który jest bezbarwny lub zabarwiony (czerwony u hipopotamów i kangurów, niebieskawy u dujkerów). Gruczoły te są silnie zredukowane u ssaków drapieżnych. Gruczoły potowe wydzielają pot, który poza wodą zawiera zbędne związki powstałe w procesie przemian metabolicznych. Pot jest płynem o odczynie kwaśnym, złożonym głównie z wody (98%); ponadto zawiera on ok. 0,8% roztworu fizjologicznego chlorku sodu oraz niewielką ilość mocznika, kwasu moczowego i amoniaku.
Istnieją dwa główne rodzaje gruczołów potowych. Różnią się one budową, pełnioną funkcją, mechanizmem wydzielania, rodzajem potu, miejscem występowania na ciele oraz występowaniem u różnych gatunków:
- gruczoły ekrynowe, uchodzące bezpośrednio na powierzchnię skóry, rozmieszczone są prawie na całym ciele człowieka (najwięcej na dłoniach, podeszwach stóp i głowie; najmniej w okolicach tułowia i kończyn). Stanowią główną formę chłodzenia ciała u ludzi[1].
- gruczoły apokrynowe, uchodzące do mieszków włosowych. U ludzi występują głównie pod pachami oraz w okolicy krocza. Uaktywniają się one w czasie dojrzewania płciowego. Wydzielają pot głównie pod wpływem bodźców emocjonalnych, nie służą chłodzeniu. Zapach potu apokrynowego uważany był za cechę rasową lub osobniczą, jednak okazał się związany z rozkładem potu pod wpływem bakterii, może być więc usunięty przez odpowiednie postępowanie przeciwbakteryjne[2]. Stanowią formę chłodzenia ciała u zwierząt kopytnych, takich jak wielbłąd, osioł, koń czy bydło[3][4][5]. Gruczoły ceruminowe (produkujące wosk uszny), gruczoły mlekowe (produkujące mleko) oraz gruczoły rzęskowe powiek są zmodyfikowanymi gruczołami apokrynowymi[6][7].